# 임신약조
임신약조(壬申約條)는 1512년(중종 7) 조선과 일본 쓰시마 도주(對馬島主) 사이에 맺은 약조이다.
삼포왜란이 있은 후 조정은 3포를 폐쇄하고, 왜인과의 교통을 끊었다. 무역로가 끊기게 되자 쓰시마 섬은 무로마치 막부(室町幕府)를 통해서 승려 붕중(일본어: 弸中)을 조선에 보내서 교역을 간청해 왔다. 본래 조선 조정에서는 쓰시마 섬과의 교역 필요성을 느끼지는 않았으나, 그곳은 물자가 궁핍하여 일방적으로 조선에 의존하여 왔고, 또 조선에 인접한 왜구의 근거지인 까닭에 그것을 무마하는 해방정책(海防政策)의 일환으로서의 의미가 있다 하여 전일(前一)의 반민(叛民)을 처벌하고 그 적도의 수급(首級)을 사형에 처할 것을 조건으로 삼아, 이를 확인한 후에 이 약조를 체결하였다.
즉 전번의 계해조약을 폐기하고 그보다 왜인에 대한 제한을 엄히 하여, 왜인의 3포 거주를 금하고, 3포 중 제포(薺浦)만을 개항하며, 종전의 세견선(歲遣船)의 수 50척을 반감하여 매해 25척으로 하고, 종전의 세사미두(歲賜米豆) 200석을 반감하여 매해 100석으로 한 것이다. 그 후 제포도 형세가 불온해지자 1544년(중종 39) 왜관을 부산포로 옮겼다.

## 같이 보기
- 삼포 왜란
- 기유약조
- 계해조약